# Перлето
Перлѐто (на италиански: Perletto; на пиемонтски: P'rlèj, Пърлей) е село и община в Северна Италия, провинция Кунео, регион Пиемонт. Разположено е на 446 m надморска височина. Населението на общината е 306 души (към 2010 г.).